# Cmentarz Bemowski
Cmentarz Bemowski – zamknięty dla celów grzebalnych cmentarz rzymskokatolicki położony na osiedlu Boernerowo w dzielnicy Bemowo w Warszawie. 
Powstał równocześnie z kaplicą Matki Boskiej Miłosierdzia-Ostrobramskiej. Znajduje się w jej bezpośrednim otoczeniu u zbiegu ul. Kaliskiego i Kutrzeby. Ostatnich pochówków dokonano w latach powojennych. Ze względu na niewielkie rozmiary cmentarz został wkrótce zamknięty. Zachowało się dwanaście nagrobków z czasów powojennych.